# KPS-1
KPS-1 — одиночная звезда в созвездии Большой Медведицы. Находится на расстоянии приблизительно 863 световых лет (около 265 парсек) от Солнца.
Видимая звёздная величина звезды — +13,035m.
Вокруг звезды обращается, как минимум, одна планета.

## Характеристики
KPS-1 — оранжевый карлик спектрального класса K1V. Масса — около 0,892 солнечной, радиус — около 0,9 солнечного, светимость — около 0,444 солнечной. Эффективная температура — около 4981 К.

## Планетная система
В 2018 году группой астрономов у звезды обнаружена планета KPS-1 b.